# Kendalrejo (Petarukan)
Kendalrejo is een bestuurslaag in het regentschap Pemalang van de provincie Midden-Java, Indonesië. Kendalrejo telt 6668 inwoners (volkstelling 2010).